# LATS1
A grande supressora de tumor quinase 1 (LATS1) é uma enzima que em humanos é codificada pelo gene LATS1.
Ele foi associado à via de sinalização Hippo.

## Interações
O LATS1 demonstrou interagir com Zyxin e Cdk1.